# Dalilah Muhammad
Dalilah Muhammad (New York, 7 februari 1990) is een Amerikaanse atlete, gespecialiseerd in het hordelopen. Ze vertegenwoordigde haar land tweemaal op de Olympische Spelen en veroverde bij die gelegenheden respectievelijk goud en zilver op de 400 m horden. Vanaf juli 2019 tot juni 2021 was zij tevens houdster van het wereldrecord op dit onderdeel.

## Biografie

### Successen als high school studente
De aanleg van Muhammad op atletiekgebied bleek al tijdens haar middelbareschooltijd. Ze nam deel aan verschillende wedstrijden, waarbij zij zich vooral manifesteerde op de horden, de sprint en bij het hoogspringen. Het was ook in die periode dat zij haar eerste internationale ervaring opdeed. In 2007 werd Muhammad in Ostrava wereldkampioene onder achttien jaar (U18) op de 400 m horden, waarvoor zij aan het eind van dat jaar werd onderscheiden met de Gatorade Female Athlete of the Year award van de staat New York, een prijs die jaarlijks wordt uitgereikt aan de beste mannelijke en vrouwelijke High school-atleten van de staat. In 2008 veroverde zij op de 400 m horden in haar staat verscheidene titels.

### Prestaties als USC-studente
In 2008 werd Dalilah Muhammad op een studiebeurs als studente toegelaten tot de University of Southern California, met als hoofdvak handelswetenschappen. Ze trad toe tot het USC Trojans atletiekteam en kwam in haar eerste studiejaar daarvoor veelvuldig in actie. Bij de Pacific-10 Conference meeting werd zij tweede op de 400 m horden, vierde op de 4 x 400 m estafette en verbeterde zij als finaliste op de 100 m horden haar PR tot 13,79 s. Bij de NCAA-kampioenschappen werd zij vervolgens derde op de 400 m horden in een PR-tijd van 56,49. Bovendien werd zij op dit onderdeel Amerikaans jeugdkampioene en tweede bij de Pan-Amerikaanse jeugdkampioenschappen.

### Amerikaans goud + WK-zilver
In haar tweede USC-jaar was een tweede plaats op de Pacific-10 kampioenschappen haar enige prestatie van belang en leek haar carrière daarna enkele jaren te stagneren. Op de US Olympic trials van 2012, waar Muhammad voortijdig werd uitgeschakeld op de 400 m horden, ontmoette ze echter Yolanda Demus, moeder van de toenmalige wereldkampioene Lashinda Demus. Muhammad had net haar universitaire studie afgerond en besloten om professioneel atlete te worden. Onder haar leiding bracht ze in één seizoen haar uit 2011 stammende persoonlijke record op de 400 m horden van 56,04 naar 53,83. Daarnaast werd ze in 2013 voor de eerste maal in haar carrière Amerikaans kampioene op de 400 m horden. Op de wereldkampioenschappen van 2013 in Moskou veroverde Muhammad de zilveren medaille op de 400 m horden, achter de Tsjechische Zuzana Hejnová, maar voor haar trainingspartner Lashinda Demus.

### Tegenslag
Er volgden twee rampzalige jaren. In 2014 was Dalilah Muhammad geen schim van zichzelf. Ze viel terug naar tijden waar zij een jaar eerder haar hand niet voor zou hebben omgedraaid en wist absoluut niet in haar juiste wedstrijdritme te komen. Wellicht legde zij zichzelf te veel druk op en was de verwachting te hoog gegrepen dat, nu zij op de 400 m horden tijden van in de 53 seconden had weten te realiseren, het doorbreken van de 53-secondengrens een kwestie van tijd zou zijn. Ze kwam in elk geval bedrogen uit en kwam dat jaar niet verder dan een beste tijd van 58,02. In 2015 ging ze aanvankelijk veelbelovend van start, met een beste prestatie van 55,76, maar daarna werd zij geruime tijd geplaagd door een bovenbeenblessure, waardoor ook de rest van dat wedstrijdseizoen in het water viel.

### Olympisch kampioene
Muhammad besefte na 2015, dat er op trainingsgebied iets moest veranderen en stapte in februari 2016 over naar Lawrence Johnson, coach van onder andere Kristi Castlin en Brianna Rollins. Het doel hiervan was om "mijn geest te stimuleren in een andere omgeving". Die verandering betaalde zich uit. Op de US Olympic trials van 2016 in Eugene, die tevens dienden als Amerikaanse kampioenschappen, kwam zij in de halve finale al tot 54,15, waarna zij in de finale de concurrentie overklaste door de 53-secondengrens te doorbreken en te winnen in 52,88, de beste wereldjaarprestatie. "Mijn coach zei tegen mij dat het een snelle tijd zou zijn, maar zó snel had ik niet verwacht", aldus Dalilah Muhammad. Vanzelfsprekend kwalificeerde zij zich hiermee voor de Olympische Spelen in Rio de Janeiro. In de Braziliaanse stad werd de als kanshebster gestarte Amerikaanse vervolgens olympisch kampioene op de 400 m horden.
Een week na het behalen van haar olympische gouden medaille boekte Muhammad haar eerste overwinning in de IAAF Diamond League.

## Titels
- Olympisch kampioene 400 m horden - 2016
- Olympisch kampioene 4 x 400 m - 2020
- Wereldkampioene 400 m horden - 2019
- Wereldkampioene 4 x 400 m - 2019
- Amerikaans kampioene 400 m horden - 2013, 2016, 2017, 2019
- Wereldkampioene U18 400 m horden - 2007

## Persoonlijke records
Outdoor
| Onderdeel    | Tijd             | Datum          | Plaats      |
| ------------ | ---------------- | -------------- | ----------- |
| 100 m        | 11,42 (+1,7 m/s) | 4 mei 2013     | Los Angeles |
| 200 m        | 23,35 (-0,1 m/s) | 30 maart 2019  | Palo Alto   |
| 400 m        | 52,60            | 16 juni 2019   | Chorzów     |
| 800 m        | 2.14,90          | 4 april 2015   | Claremont   |
| 100 m horden | 13,33 (+1,9 m/s) | 26 mei 2012    | Austin      |
| 400 m horden | 52,16 (ex-WR)    | 4 oktober 2019 | Doha        |

Indoor
| Onderdeel   | Tijd  | Datum            | Plaats       |
| ----------- | ----- | ---------------- | ------------ |
| 60 m        | 7,64  | 30 januari 2010  | Seattle      |
| 400 m       | 54,07 | 17 februari 2007 | Pocatello    |
| 60 m horden | 8,23  | 2 maart 2012     | Fayetteville |

## Palmares

### 400 m horden
Kampioenschappen
- 2007:  WK U18 - 57,25 s
- 2012: 20e US Olympic trials (Am. kamp.) - 58,46 s
- 2013:  Amerikaanse kamp. - 53,83 s
- 2013:  WK - 54,09 s
- 2015: 11e Amerikaanse kamp. - 57,33 s
- 2016:  US Olympic trials (Am. kamp.) - 52,88 s
- 2016:  OS - 53,13 s
- 2017:  Amerikaanse kamp. - 52,64 s
- 2017:  WK - 53,50 s
- 2019:  Amerikaanse kamp. - 52,20 s (WR)
- 2019:  WK - 52,16 s (WR)
- 2021:  OS - 51,58 s
- 2022:  WK - 53,13 s
- 2023: 3e in ½ fin. WK - 54,19 s

Diamond League-resultaten
- 2013:  Bislett Games - 54,33 s
- 2013:  DN Galan - 55,74 s
- 2016:  Athletissima - 53,78 s
- 2019:  Golden Gala - 53,67 s
- 2025:  Bislett Games - 53,34 s
- 2025:  Stockholm Bauhaus Athletics - 52,91 s

### 4 x 400 m
- 2019:  WK - 3.18,92
- 2021:  OS - 3.16,85

## Onderscheidingen
- IAAF-atlete van het jaar - 2019

1984: Nawal El Moutawakel ·
1988: Debbie Flintoff-King ·
1992: Sally Gunnell ·
1996: Deon Hemmings ·
2000: Irina Privalova ·
2004: Fani Chalkia ·
2008: Melaine Walker ·
2012: Lashinda Demus ·
2016: Dalilah Muhammad ·
2020: Sydney McLaughlin ·
2024: Sydney McLaughlin-Levrone
1972: Käsling, Kühne, Seidler, Zehrt ·
1976: Maletzki, Rohde, Streidt, Brehmer ·
1980: Prorotsjenko, Gojsjtsjik, Zjoeskova, Nazarova ·
1984: Leatherwood, Howard, Brisco-Hooks, Cheeseborough ·
1988: Ledovskaja, Nazarova, Pinigina, Bryzgina ·
1992: Roezina, Dzjigalova, Nazarova, Bryzgina ·
1996: Stevens, Malone, Graham, Miles ·
2000: Miles Clark, Hennagan, Colander, Anderson ·
2004: Trotter, Henderson, Richards, Hennagan ·
2008: Wineberg, Felix, Henderson, Richards ·
2012: Trotter, Felix, McCorory, Richards-Ross ·
2016: Okolo, Hastings, Francis, Felix ·
2020: McLaughlin, Felix, Muhammad, Mu ·
2024: Little, McLaughlin-Levrone, Thomas, Holmes
1980: Bärbel Broschat ·
1983: Jekaterina Fesenko ·
1987: Sabine Busch ·
1991: Tatjana Ledovskaja ·
1993: Sally Gunnell ·
1995: Kim Batten ·
1997: Nezha Bidouane ·
1999: Daimí Pernía ·
2001: Nezha Bidouane ·
2003: Jana Pittman ·
2005: Joelia Petsjonkina ·
2007: Jana Rawlinson ·
2009: Melaine Walker ·
2011: Lashinda Demus ·
2013: Zuzana Hejnová ·
2015: Zuzana Hejnová ·
2017: Kori Carter ·
2019: Dalilah Muhammad ·
2022: Sydney McLaughlin  ·
2023: Femke Bol
1983: Walther, Busch, Koch, Rübsam ·
1987: Neubauer, Emmelmann, Schersing, Busch ·
1991: Ledovskaja, Dzjigalova, Nazarova, Bryzgina ·
1993: Torrence, Malone-Wallace, Kaiser-Brown, Miles-Clark ·
1995: Graham, Stevens, Jones, Miles-Clark ·
1997: Feller, Rohländer, Rücker, Breuer ·
1999: Tsjebykina, Gontsjarenko, Kotljarova, Nazarova ·
2001: Richards, Scott, Parris, Fenton ·
2003: Barber, Washington, Richards, Miles-Clark ·
2005: Petsjonkina, Krasnomovets, Antjoech, Pospelova ·
2007: Trotter, Felix, Wineberg, Richards ·
2009: Dunn, Felix, Demus, Richards ·
2011: Richards-Ross, Felix, Beard, McCorory ·
2013: Goesjtsjina, Firova, Ryzjova, Krivosjapka ·
2015: Day, Jackson, McPherson, Williams-Mills ·
2017: Hayes, Felix, Wimbley, Francis ·
2019: Francis, McLaughlin, Muhammad, Jonathas ·
2022: Diggs, Steiner, Wilson, McLaughlin ·
2023: Saalberg, Klaver, Peeters, Bol